# Сент-Томас-Лоуленд
Сент-Томас-Лоуленд (англ. Saint Thomas Lowland Parish) — один из 14 округов (единица административно-территориального деления) государства Сент-Китс и Невис. Расположен на острове Невис. Административный центр и крупнейший город — Коттон-Граунд. Площадь 18,1 км², население 2 035 человек (2001).